# Dialogue des juges
Ne doit pas être confondu avec Théorie du dialogue entre les juges et le législateur.
Le dialogue des juges est une théorie selon laquelle différentes juridictions, de façon le plus souvent informelle, dialoguent pour élaborer des jurisprudences tenant compte les unes des autres. 
Ce dialogue peut intervenir entre des juridictions de toute nature, judiciaires ou administratives, nationales ou internationales, de fond ou de cassation, qu’il existe entre elles un lien hiérarchique ou non. Il concourt à la formation du droit.
L'une des premières personnes à avoir énoncé cette expression serait Bruno Genevois.

## Objectifs du dialogue des juges
Le dialogue des juges a pour vocation de permettre la formation de jurisprudences communes ou, tout du moins, compatibles les unes avec les autres, entre différentes juridictions, qu’elles appartiennent à un même ordre ou non. Il permet ainsi d’éviter qu’une même question posée dans le cadre d’une même affaire puisse obtenir des réponses incompatibles en fonction de la juridiction à laquelle elle est soumise, que la question portée sur le fond d’une affaire (règle de droit s’imposant aux parties prenantes et commandant la solution au litige) ou sur des questions de compétence (identification du juge susceptible de trancher un litige).
Le dialogue des juges n’a pas nécessairement pour objectif de tendre à ce que des solutions identiques soient trouvées pour des litiges relevant de juridictions différentes. Ainsi, en France, dans le cadre de la dualité des ordres de juridiction, les juridictions des deux ordres ont pu adopter dans certaines matières des jurisprudences opposées sur des questions pourtant similaires, mais s’opposant à des conflits distincts. À titre d’exemple, la théorie de l’imprévision a été rejetée par la jurisprudence de la Cour de cassation à partir de l’affaire du canal de Craponne de 1876, mais reconnue par le Conseil d’État en 1916 dans l’arrêt Compagnie générale d’éclairage de Bordeaux.

### Compétence
En matière de compétence le dialogue des juges peut viser à éviter les conflits négatifs, c’est-à-dire les situations où l’ensemble des juridictions qu’il pourrait être pertinent de saisir se déclarent incompétentes pour une même affaire, ce qui entraînerait un déni de justice.
En France, l’arrêt Jacques Vabre de 1975 de la Cour de cassation illustre un tel dialogue : la Cour de cassation tient compte du fait que le Conseil constitutionnel s’est déclaré incompétent quatre mois plus tôt pour contrôler la conventionnalité d’une loi et se reconnaît donc cette propre compétence, qui ne découle pourtant pas directement de la lecture de la Constitution mais devient alors nécessaire pour permettre d’appliquer effectivement son article 55.

### Fond
S’agissant du fond, le dialogue des juges a pour objet d’éviter que deux juges qui seraient susceptibles d’intervenir dans la résolution d’affaires similaires apportent des solutions significativement différentes au point qu’elles créeraient des incompatibilités.
Par exemple, lorsque deux juridictions sont compétentes pour appliquer un même texte, le dialogue des juges vise à faire converger leur interprétation de celui-ci. Cette situation est illustrée par la décision Liberté d’association du Conseil constitutionnel français en 1971. Le Conseil d’État et le Conseil constitutionnel étant tous deux compétents pour interpréter la Constitution dans le but de contrôler la constitutionnalité respectivement des actes administratifs et des lois, le Conseil constitutionnel a choisi par cette décision de suivre un raisonnement similaire à celui du Conseil d’État dans un arrêt arrêt de 1956 Amicale des Annamites de Paris pour reconnaître le caractère constitutionnel des principes fondamentaux reconnus par les lois de la République, parmi lesquels la liberté d’association.
Lorsque plusieurs juridictions sont en situation d’intervenir pour trancher des affaires de même nature, le dialogue des juges peut viser à assurer que les principes de droit appliqués ne commandent pas des solutions différentes. Les arrêts dits Solange I (en) et Solange II (en) du Tribunal constitutionnel fédéral allemand constituent une illustration célèbre d’un tel dialogue. L’arrêt Solange I de 1974 marque le refus, par le Tribunal constitutionnel fédéral, de la suprématie des normes de droit des communautés européennes tant que celui-ci n’assure pas une protection des droits fondamentaux de la personne équivalente à la Loi fondamentale allemande, alors même que la jurisprudence de la Cour de justice des communautés européennes (CJCE) avait reconnu au cours des années précédentes une telle suprématie, ce qui causait une incompatibilité. Après que la CJCE a fait évoluer sa jurisprudence pour assurer une telle protection, l’arrêt Solange II de 1986 a marqué un revirement, le Tribunal constitutionnel fédéral reconnaissant alors suprématie du droit communautaire. Le dialogue entre la CJCE et le Tribunal constitutionnel fédéral, ainsi que les juridictions d’autres États membres défendant une position similaire, a ainsi permis de lever l’incompatibilité entre le principe de suprématie du droit communautaire promu par la première, et le principe de protection efficace des droits fondamentaux de la personne humaine promu par la seconde.
Enfin, le dialogue des juges peut simplement consister en la prise en compte, par une juridiction, des conséquences de la jurisprudence d’une autre pour ses propres décisions comme une circonstance de fait. Par exemple :
- Lorsqu’un arrêt d’une juridiction s’impose à une partie seulement des cas qui relèvent d’une autre juridiction, un principe d’égalité peut ainsi imposer d’étendre la solution, par une forme de contagion de la jurisprudence. À titre d’exemple, l’affaire de la contribution additionnelle de 3 % sur les montants distribués a illustré un dialogue des juges approfondi entre le Conseil constitutionnel français, le Conseil d’État français et la Cour de justice de l’Union européenne (CJUE). Dans cette affaire, les requérants ont d’abord fait reconnaître par la CJUE, par voie de question préjudicielle, l’inapplicabilité de cet impôt aux sociétés transfrontalières comme contraire au droit européen. Par la suite, le Conseil constitutionnel, saisi par question prioritaire de constitutionnalité, a tenu compte de l’arrêt de la CJUE et constaté que la disposition contestée était de facto inapplicable aux sociétés transfrontalières, sans l’être aux sociétés établies uniquement en France, ce qui entraînait une violation du principe d’égalité devant les charges publiques. Ce faisant, le Conseil constitutionnel a déclaré contraire à la constitution la loi instituant cet impôt[3].
- De même, le principe de séparation des pouvoirs peut dans certains cas interdire au législateur de voter une loi destinée à priver d’effet une décision de justice antérieure, de sorte que le juge chargé du contrôle de constitutionnalité tiendra compte de l’existence de cette décision de justice pour déclarer inconstitutionnelle la loi, à l’exemple du Conseil constitutionnel français dans sa décision du 29 décembre 2005 Loi de finances rectificative pour 2005[2].

## Formes du dialogue
Le dialogue des juges peut revêtir des formes distinctes, en fonction des relations prévues par les textes entre les juridictions concernées. Régis de Goutte, premier avocat général à la Cour de cassation identifie ainsi par exemple trois formes que peut prendre le dialogue du Conseil constitutionnel vis-à-vis de la Cour de cassation et du Conseil d’État : le dialogue d’autorité, le dialogue de persuasion et le dialogue de partage.

## Procédures

### Renvoi préjudiciel
Le renvoi préjudiciel est une procédure dans laquelle le dialogue des juges est obligatoire pour résoudre une question. Il permet de prévenir un conflit de juridictions dans lequel trancher une affaire nécessiterait de répondre à des questions relevant des compétences de plusieurs juridictions différentes. Le juge saisi en premier ressort peut alors être astreint par les règles de procédures à identifier les questions nécessaires à la résolution du litige qu’il n’a pas le droit de trancher, transmettre celles-ci à la juridiction compétente et surseoir à statuer. C’est ensuite en tenant compte de la réponse à cette question qu’il résoudra de litige dont il est saisi.
Une telle procédure peut exister pour assurer les liens entre plusieurs ordres juridiques. Le renvoi préjudiciel devant la Cour de justice de l’Union européenne est un tel mécanisme, permettant l’articulation de l’ordre juridique de l’Union européenne et des ordres juridiques nationaux des États membres. Elle peut aussi exister entre des juges compétents pour différentes matières ou territoires au sein d’un même ordre de juridiction, comme c’est par exemple le cas entre les matières pénale et civile en France.